# Londoni Egyetem
A Londoni Egyetem (angol: University of London, rövidítve Lond vagy UoL) egy föderális állami kutatóegyetem, amely a londoni felsőoktatási intézményeket fogja össze. Az egyetemet egy királyi charta alapján hozták létre 1836-ban, alapító tagjai a University College London (UCL) és a King’s College London (KCL).
Az egyetem 17 tagintézményből és három központi akadémiai testületből áll. Az egyetemnek körülbelül 269 000 hallgatója van, így a itt tanulók számát tekintve a legnagyobb egyetem az Egyesült Királyságban.
Egy 2018-as törvény értelmében a tagintézmények  jogot szereztek az egyetemi státuszhoz, többek között a Birkbeck, a City, a Goldsmiths, a King's College London, az LSE, a Queen Mary, a Royal Holloway, a Royal Veterinary College, a School of Oriental and African Studies, a St George's és a UCL mind jelezték, hogy élnek ezzel, és hivatalosan is egyetemi státuszt kaptak.
Az egyetemnek 2015-ben körülbelül 2 millió öregdiákja van világszerte, köztük legalább 14 uralkodó vagy királyi családtag, több mint 60 államfő vagy miniszterelnök a világon (köztük az Egyesült Királyság 5 miniszterelnöke), 2 brit miniszter, 98 Nobel-díjas, öt Fields-érmes, négy Turing-díjas, hat Grammy-díjas, két Oscar-díjas és három olimpiai aranyérmes. Az egyetem a University of London Press tulajdonosa.

## Története

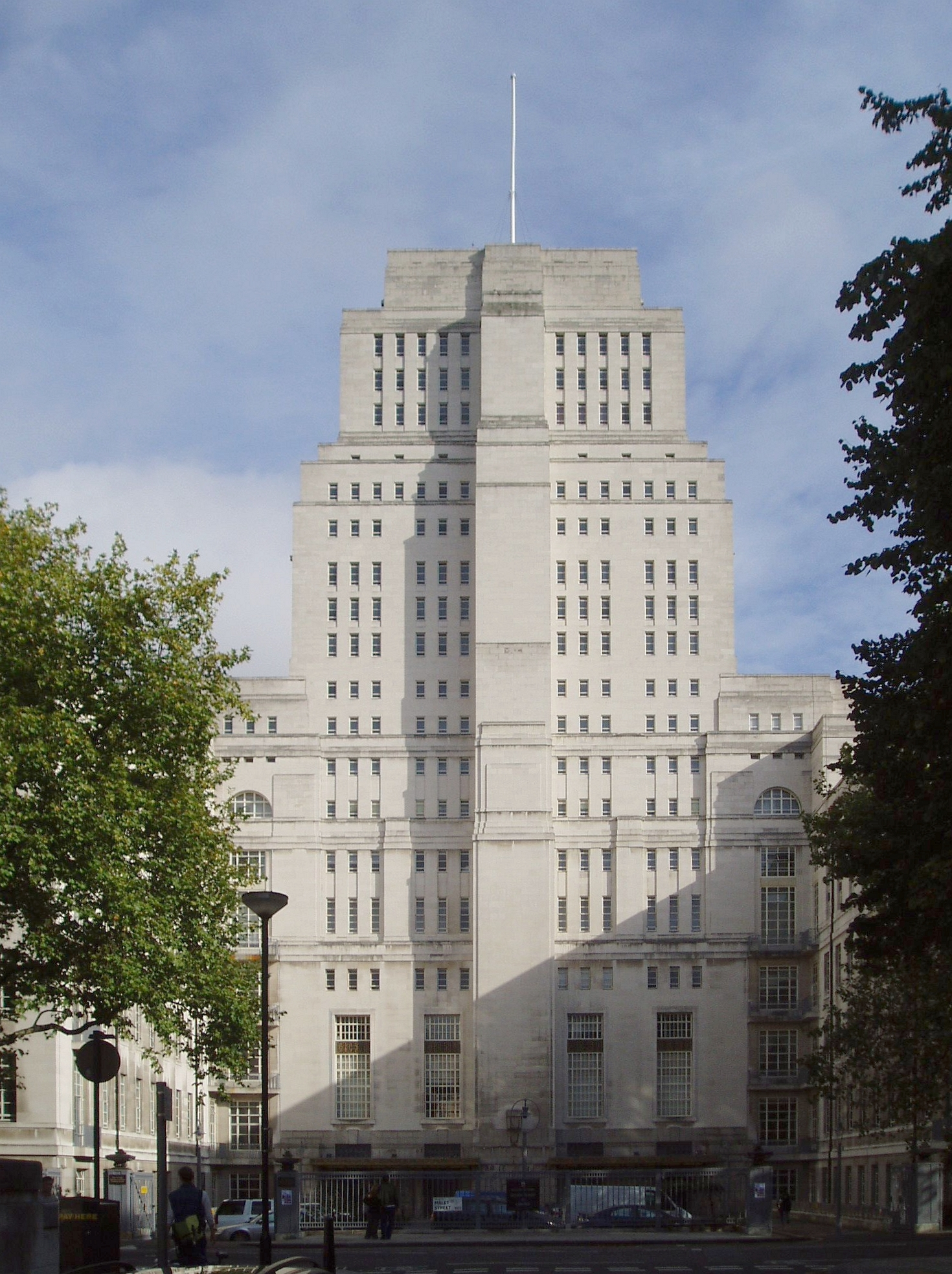
Az 1932–1937 között épült Senate House a Londoni Egyetem székhelye

## Szervezés és adminisztráció
Az egyetem kuratóriuma, irányító és végrehajtó szerve tizenegy kinevezett személyből áll – valamennyien nem végrehajtó tisztségviselők; a Kollégiumi Tanács által kinevezett alkancellár, helyettes alkancellár és négy tagintézmény-vezető.
A kuratórium munkáját a Főiskolai Tanács (Collegiate Council) felügyeli, amelynek tagjai az egyetem tagintézményeinek vezetői, a helyettes alkancellár, a School of Advanced Study dékánja és vezérigazgatója és a University of London Worldwide vezérigazgatója.

### Kancellárok
A Londoni Egyetem kancellárjai alapítása óta a következők:
- William Cavendish, Burlington grófja, 1836–1856
- Granville Leveson-Gower, Granville grófja, 1856–1891
- Edward Stanley, Derby grófja, 1891–1893
- Farrer Herschell, Herschell bárója, 1893–1899
- John Wodehouse, Kimberley grófja, 1899–1902
- Archibald Primrose, Rosebery grófja, 1902–1929
- William Lygon, Beauchamp grófja, 1929–1931
- Alexander Cambridge, Athlone grófja, 1932–1955
- Erzsébet királyné, az anyakirályné, 1955–1981
- Anna hercegnő, 1981 – napjainkig

## Tagintézmények
| Intézmény                                                 | Csatlakozás éve               | Hallgatói létszám             | Rangsor (globális)            |
| Egyetemi státuszú intézmények                             | Egyetemi státuszú intézmények | Egyetemi státuszú intézmények | Egyetemi státuszú intézmények |
| --------------------------------------------------------- | ----------------------------- | ----------------------------- | ----------------------------- |
| University College London (UCL)                           | 1836                          | 51 810                        | 9.                            |
| King’s College London (KCL)                               | 1836                          | 41 045                        | 40.                           |
| London School of Economics (LSE)                          | 1900                          | 13 295                        | 50.                           |
| Queen Mary University of London (QMUL)                    | 1915                          | 26 690                        | 120.                          |
| Birkbeck, University of London (BBK)                      | 1920                          | 10 200                        | 408.                          |
| Brunel University of London (BUL)                         | 2024                          | 18 370                        | —                             |
| City St George's, University of London (City St George's) | 1838                          | 24 305                        | 352.                          |
| Goldsmiths, University of London (Goldsmiths)             | 1904                          | 9350                          | 681.                          |
| Royal Holloway, University of London (RH)                 | 1900                          | 13 005                        | 477.                          |
| SOAS University of London (SOAS)                          | 1916                          | 6075                          | 508.                          |
| London School of Hygiene & ropical Medicine (LSHTM)       | 1924                          | 1040                          | —                             |
| Főiskolai státuszú intézmények                            |                               |                               |                               |
| Courtauld Institute of Art (Courtauld)                    | 1932                          | 605                           | —                             |
| London Business School (LBS)                              | 1964                          | 2300                          | —                             |
| Royal Academy of Music (RAM)                              | 2003                          | 785                           | —                             |
| Royal Central School of Speech and Drama (RCSSD)          | 2005                          | 1010                          | —                             |
| Royal Veterinary College (RVC)                            | 1915                          | 2550                          | —                             |
| Kutatóintézeti státuszú intézmények                       |                               |                               |                               |
| The Institute of Cancer Research (ICR)                    | 2003                          | 375                           | —                             |

## Nevezetes hallgatók

A Londoni Egyetem nevezetes öregdiákjai többek között:
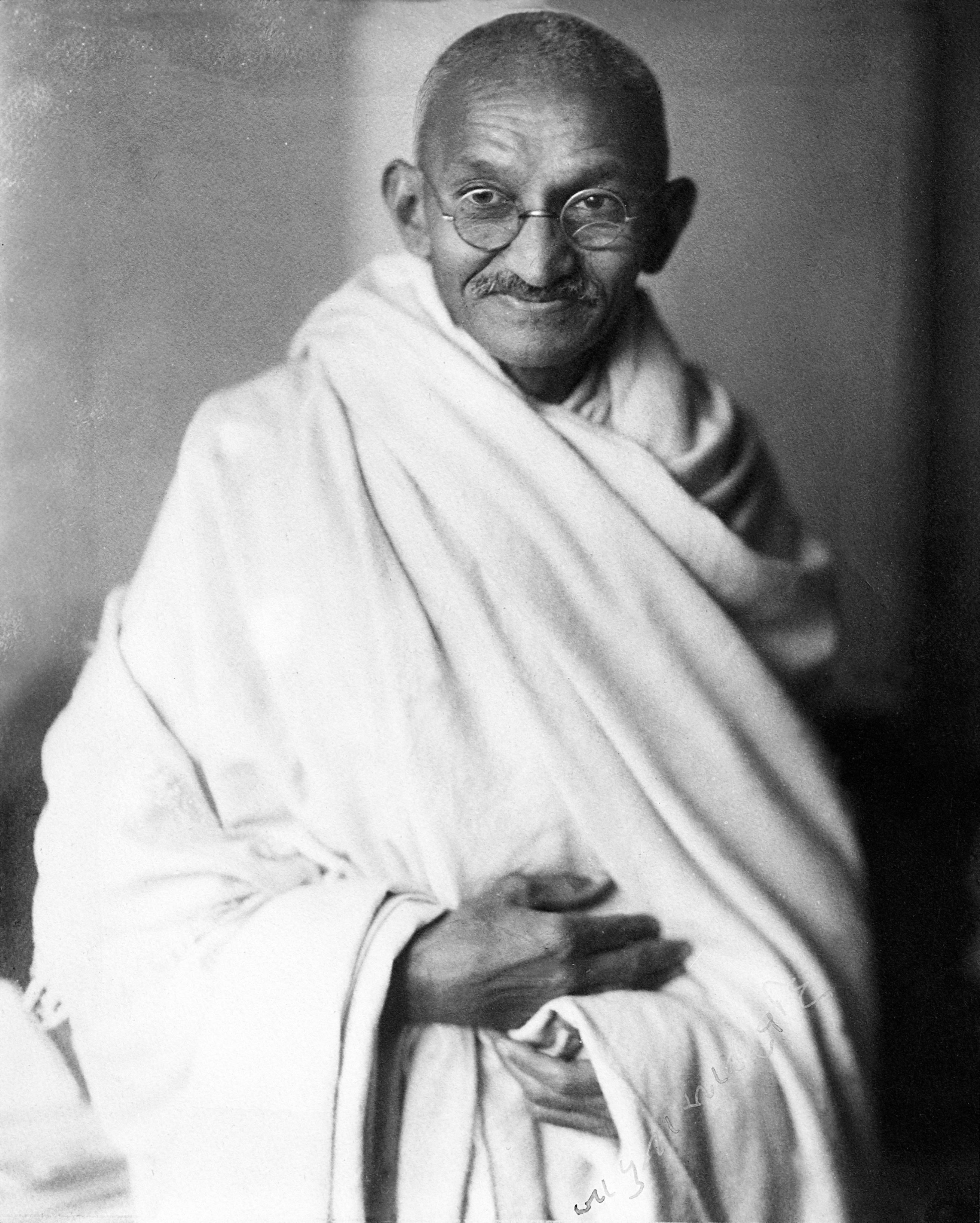
Mahatma Gandhi, az indiai függetlenségi mozgalom vezéralakja
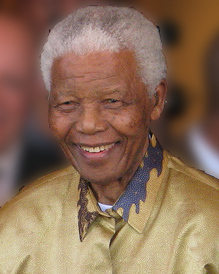
Nelson Mandela (LLB; Hon. DSc Econ 1996), dél-afrikai államférfi
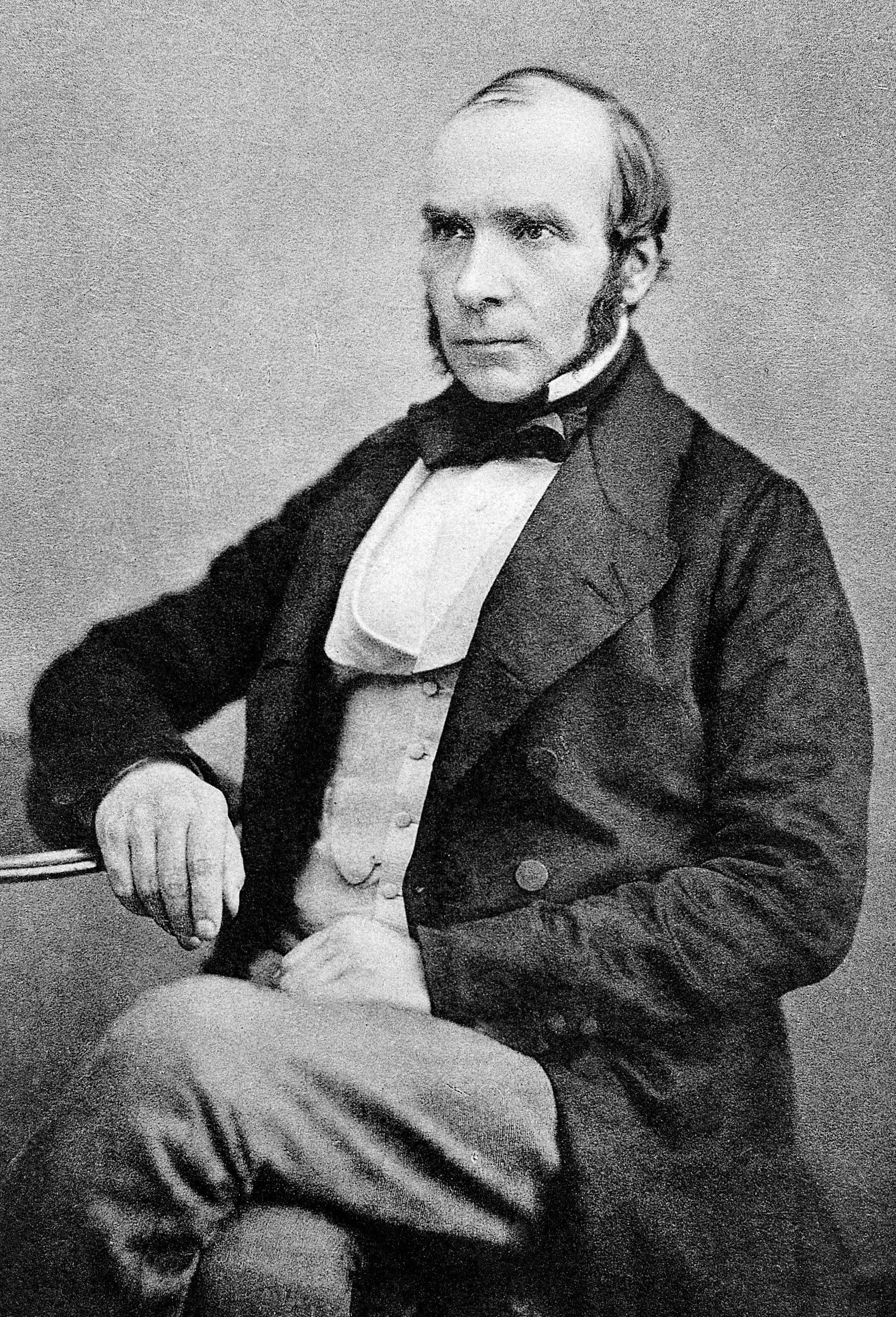
John Snow (MB, MD), az epidemiológia alapítója
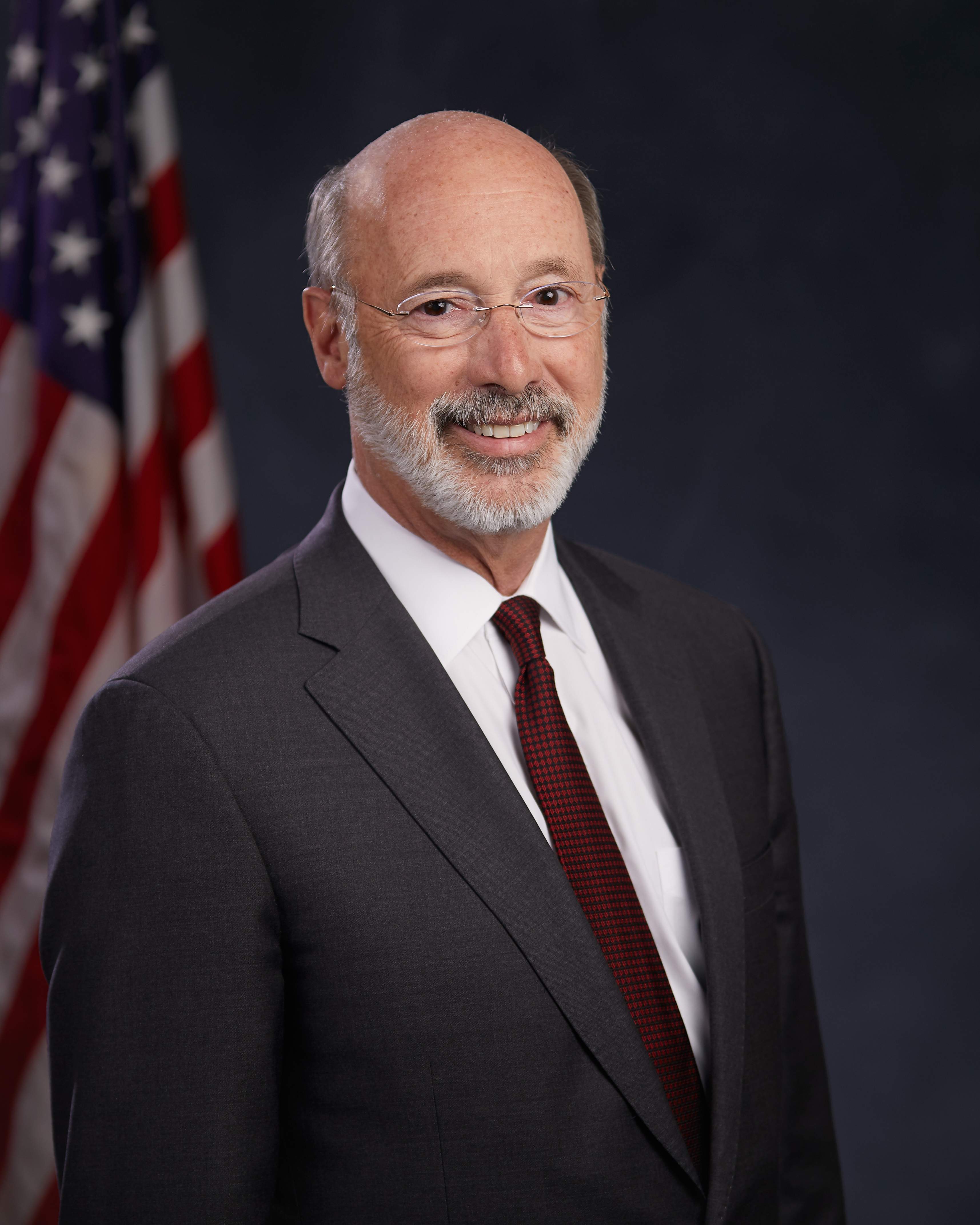
Tom Wolf (MPhil 1978), Pennsylvania 47. kormányzója
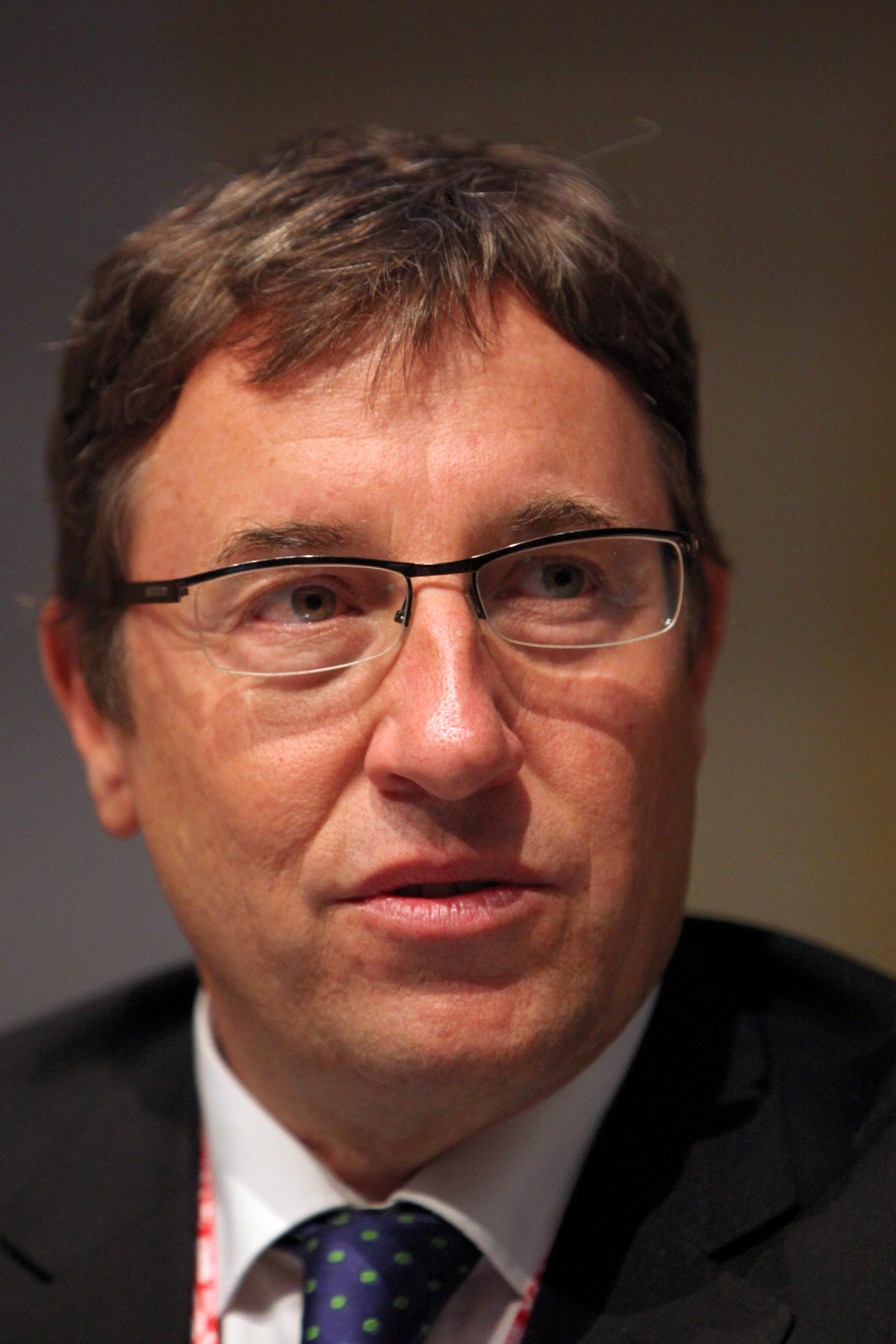
Achim Steiner (MA 1985), az UNDP adminisztrátora
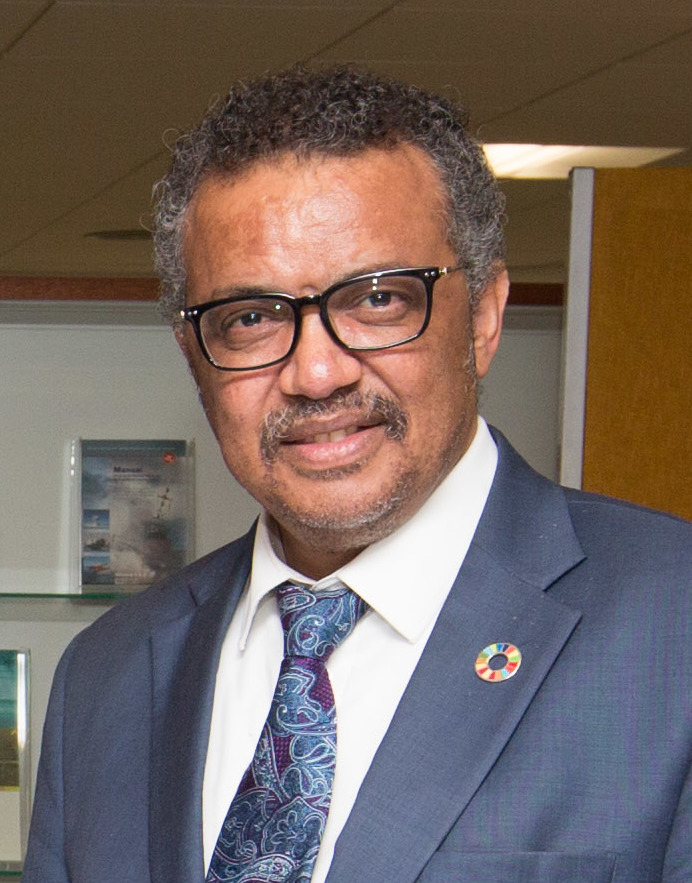
Tedros Adhanom (MSc 1992), az Egészségügyi Világszervezet 8. főigazgatója
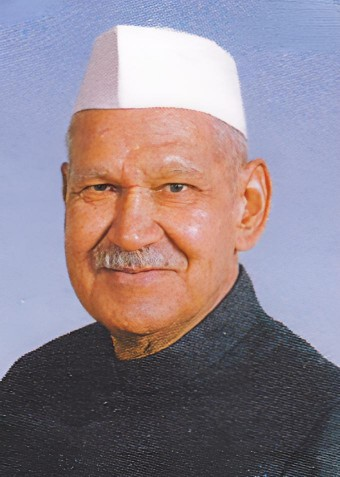
Shankar Sharma (DPA) [a], India 9. elnöke
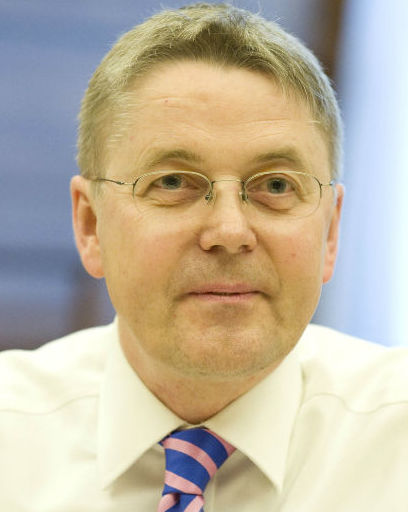
Jeremy Heywood (MSc 1986), 11. kabinettitkár
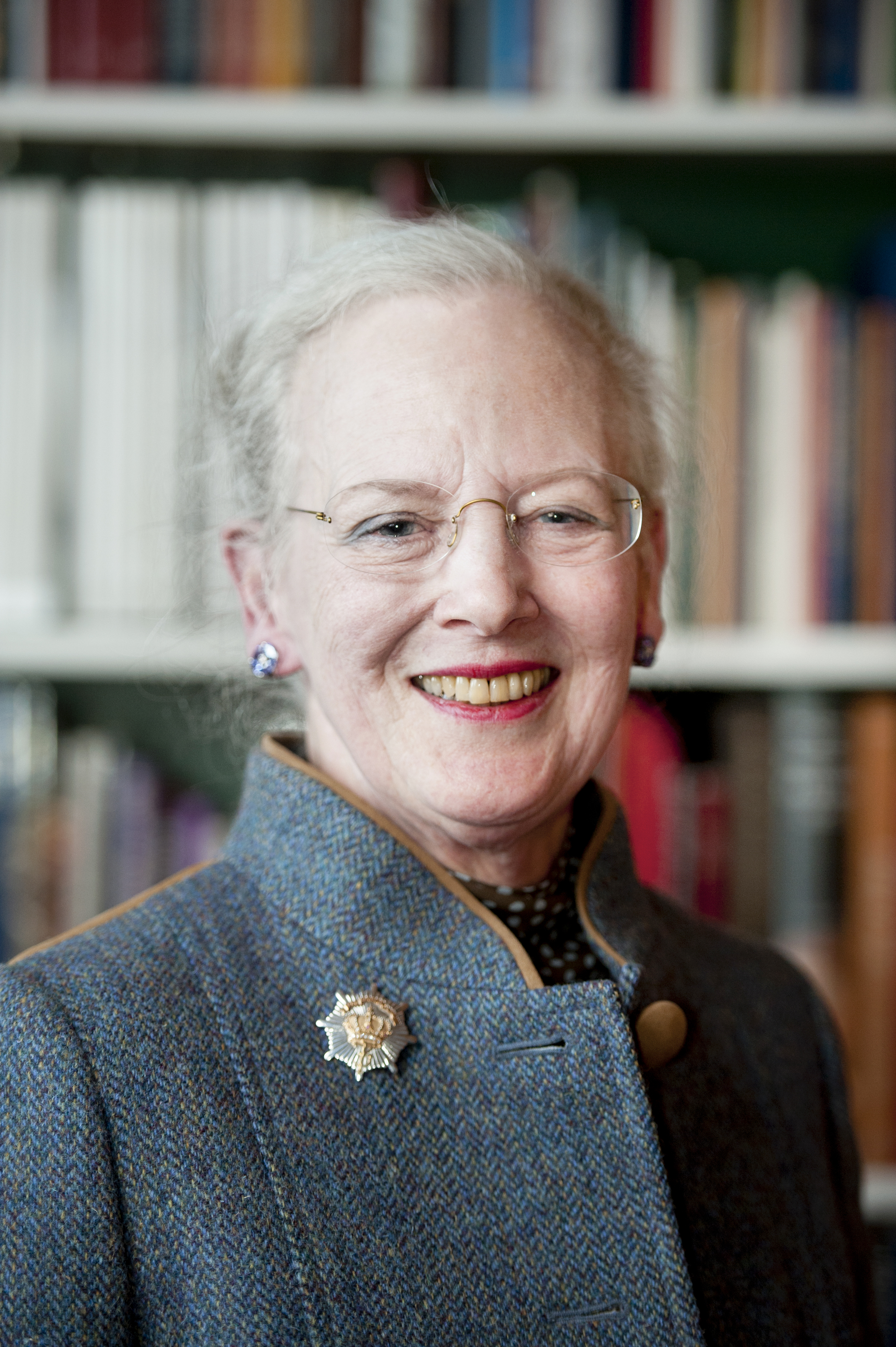
II. Margit (Hon. LLD), Dánia királynője
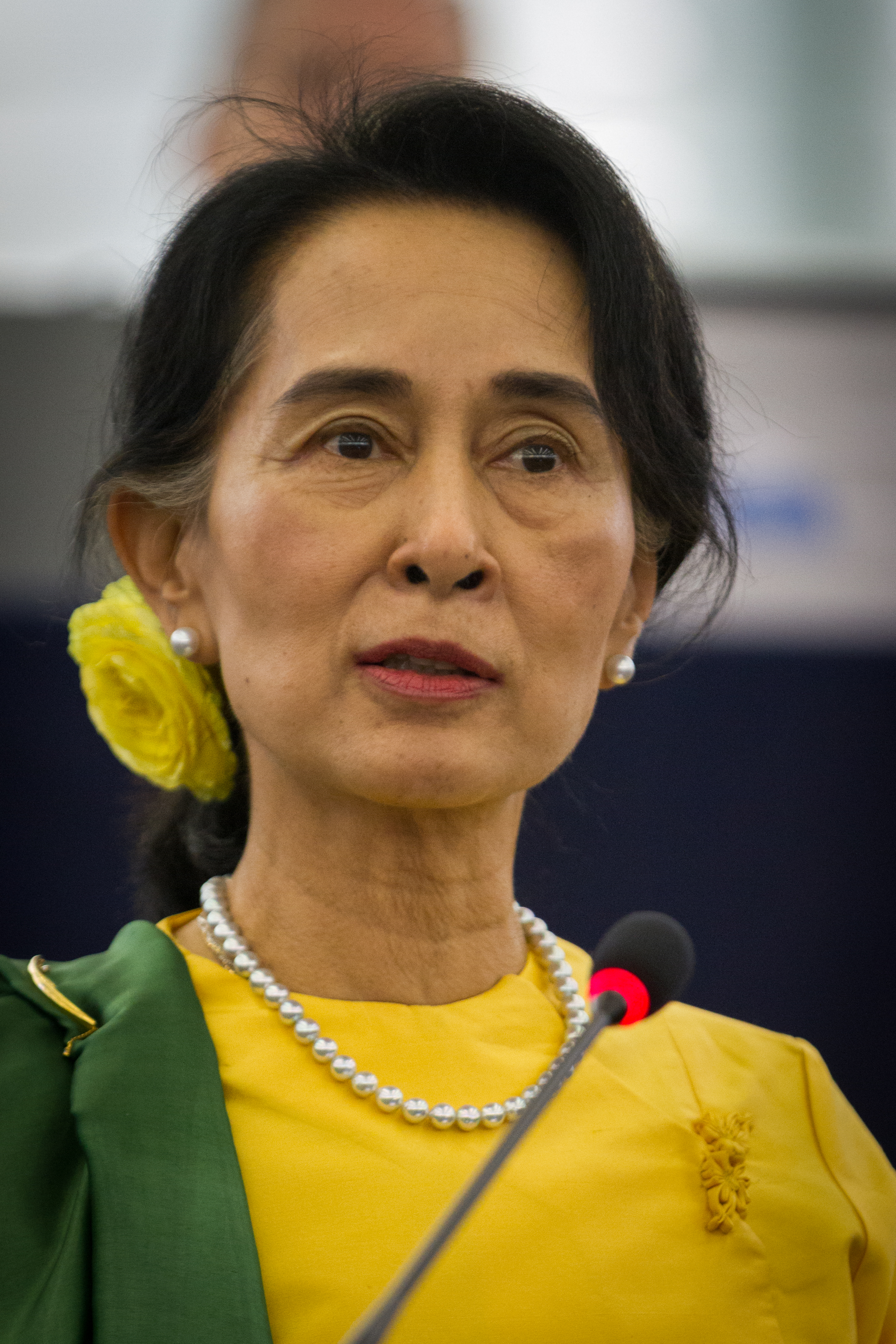
Aung San Suu Kyi (MPhil 1988), Mianmar első állami tanácsosa
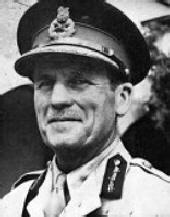
John Harding tábornagy, a császári vezérkar főnöke
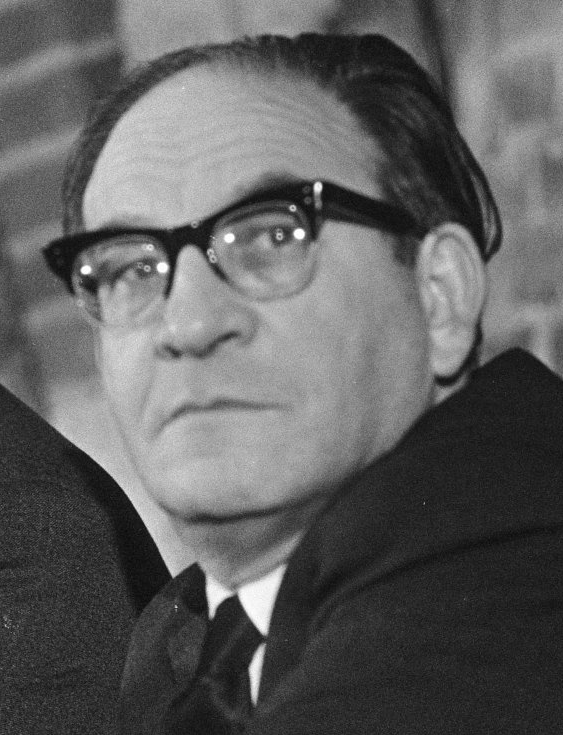
Fred Mulley (BSc), volt brit védelmi külügyminiszter
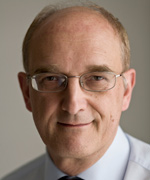
Leszek Borysiewicz (PhD 1986), [b] a Cambridge-i Egyetem 345. rektorhelyettese
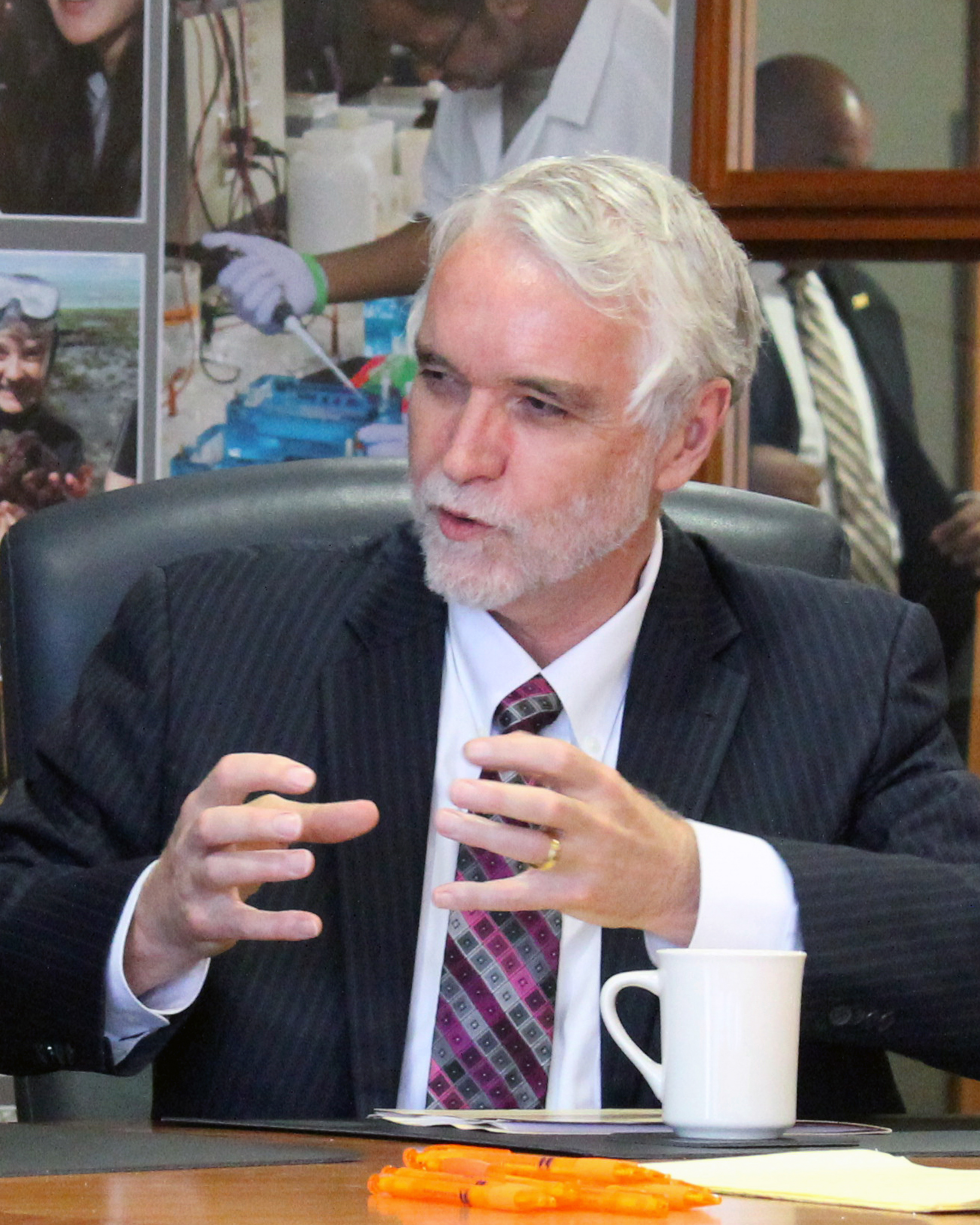
Timothy L. Killeen (BSc, MSc, PhD), az Illinois Egyetem 20. elnöke
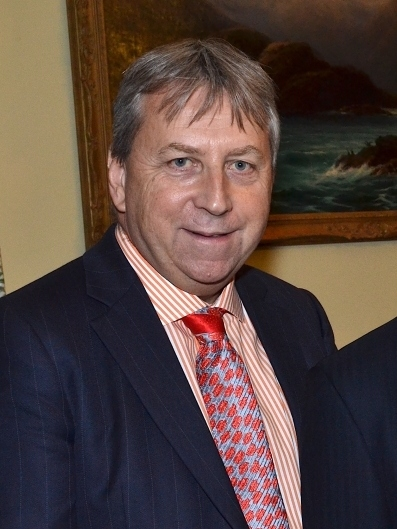
Peter Mathieson (MBBS 1983), az Edinburghi Egyetem rektorhelyettese és igazgatója
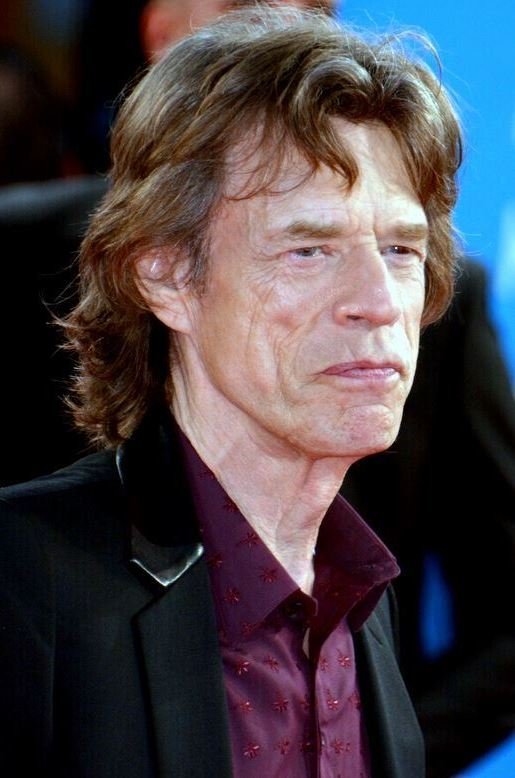
Mick Jagger angol énekes és zeneszerző.
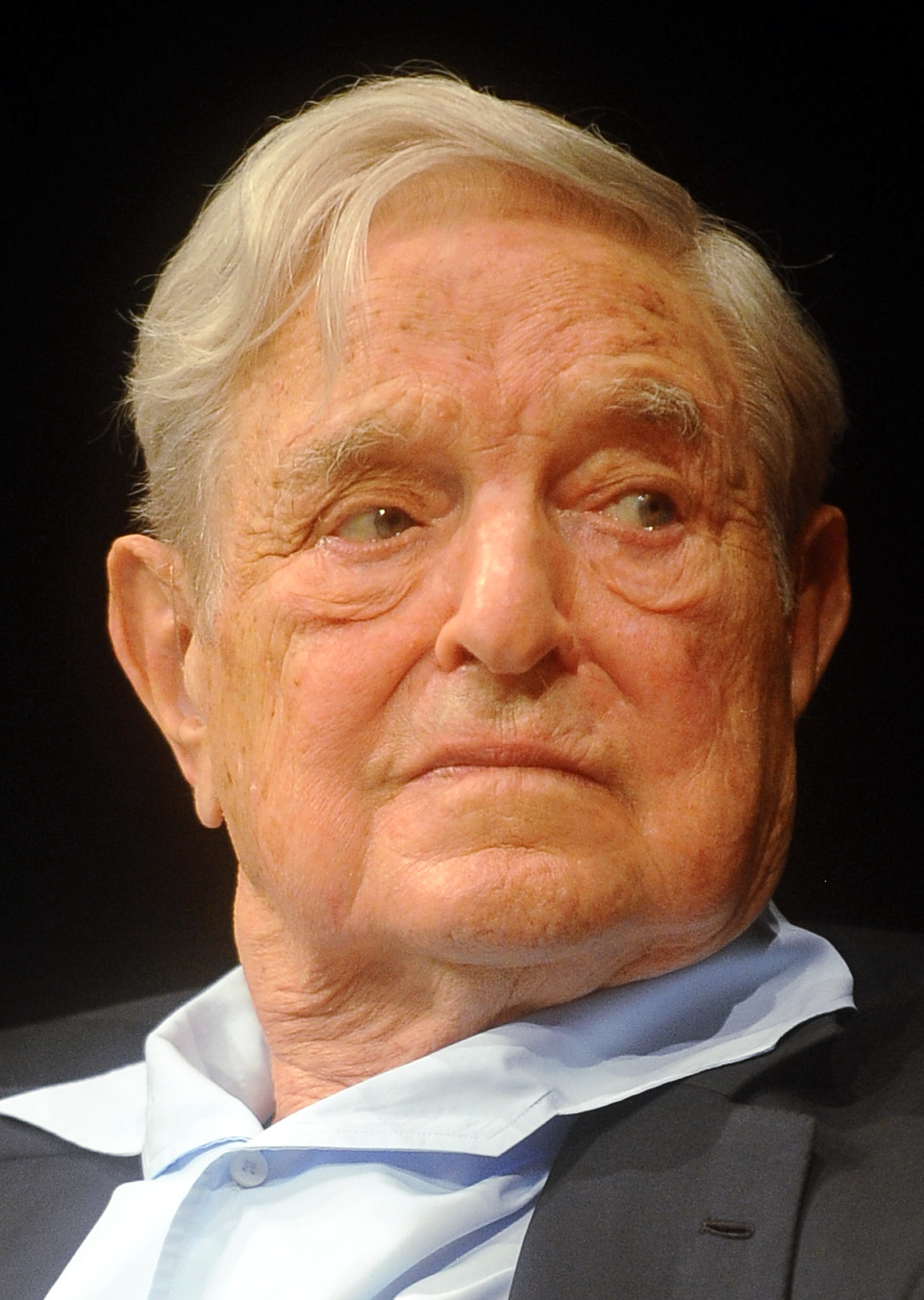
Soros György (BSc 1951, MSc 1954), milliárdos befektető és filantróp.
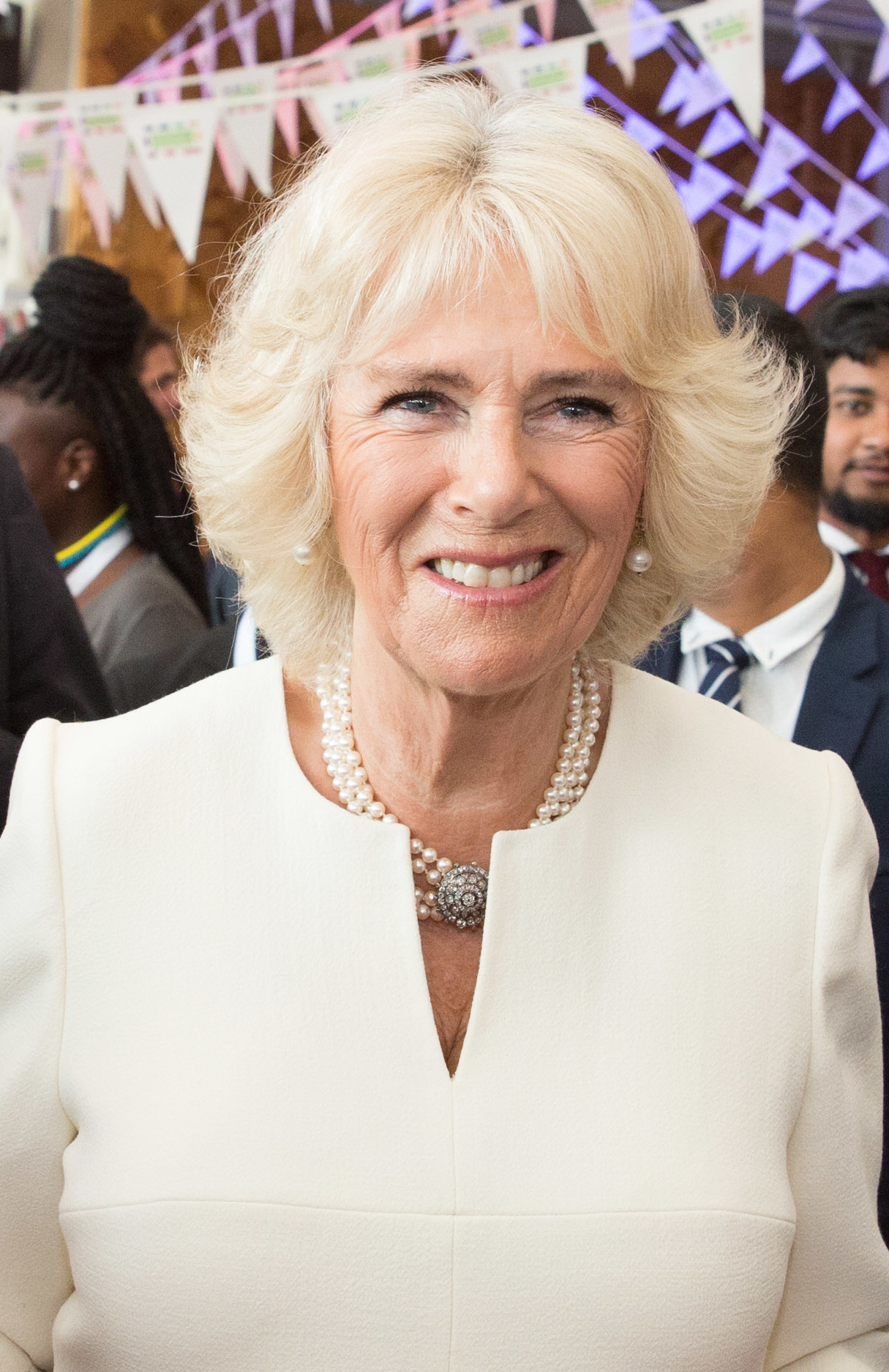
Kamilla, az Egyesült Királyság királynéja
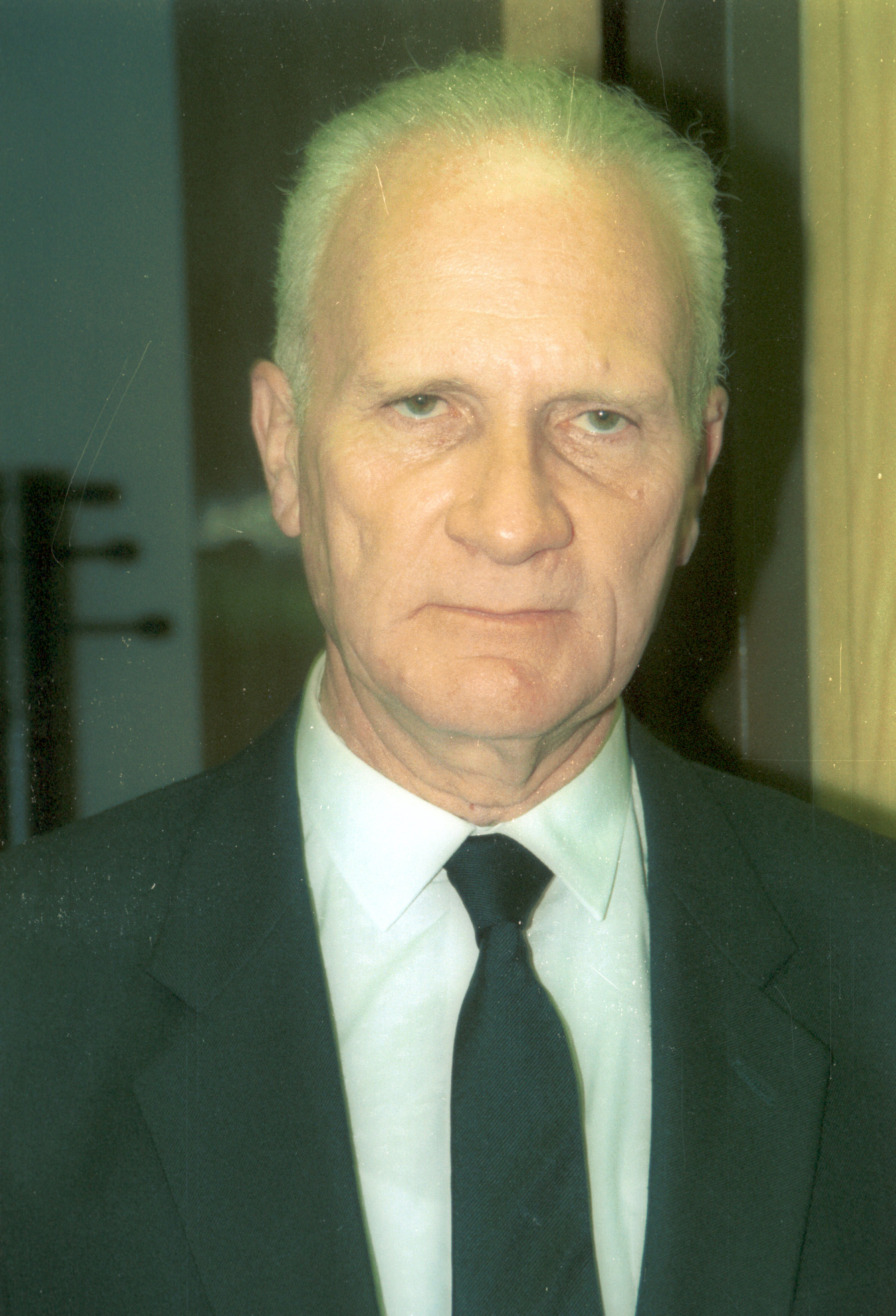
Meir Shamgar (LLB), Izrael Legfelsőbb Bíróságának 7. elnöke.
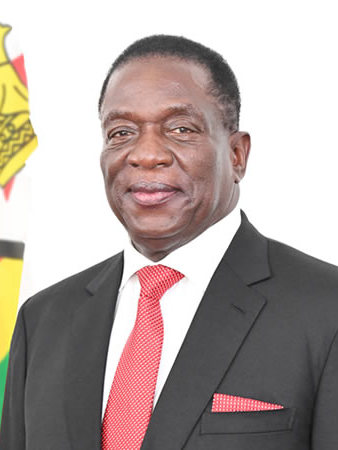
Emmerson Mnangagwa (LLB 1972), Zimbabwe 3. elnöke .

Számos híres személy tanult a Londoni Egyetemen, köztük legalább 12 uralkodó, 52 elnök vagy miniszterelnök, 84 Nobel-díjas, 6 Grammy-díjas, 2 Oscar-díjas, 1 Ekushey Padak-díjas és 3 olimpiai aranyérmes.

### Tiszteletbeli öregdiákok
A Londoni Egyetem 1903 júniusában adta át első tiszteletbeli diplomáját. Ezt az elismerést az Egyesült Királyság számos uralkodója, a brit királyi család számos tagja, valamint a tudományos és nem akadémiai világból származó kiváló személyek széles köre kapta. 

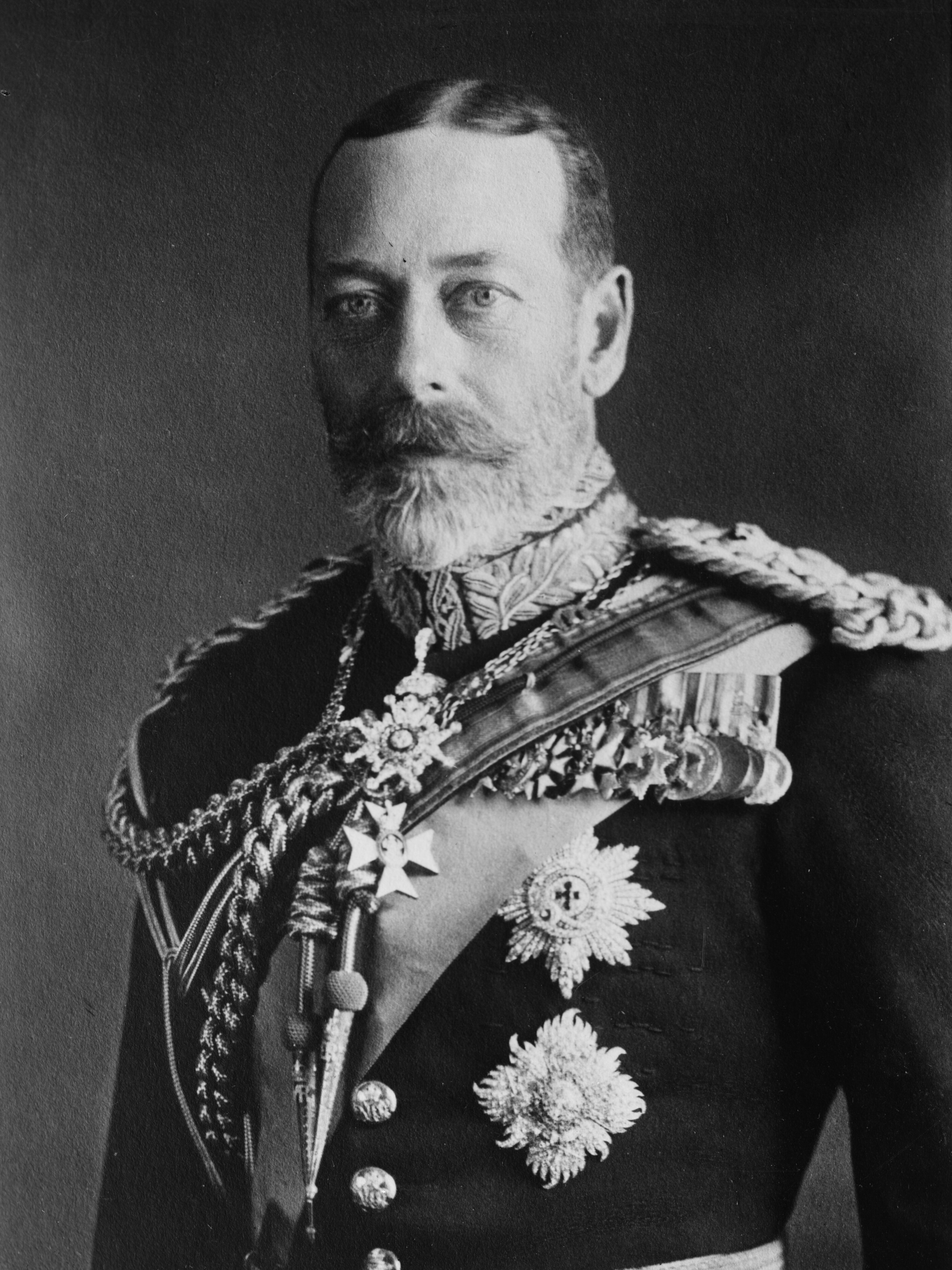
V. György (LLD 1903), az Egyesült Királyság és a brit domíniumok királya, India császára
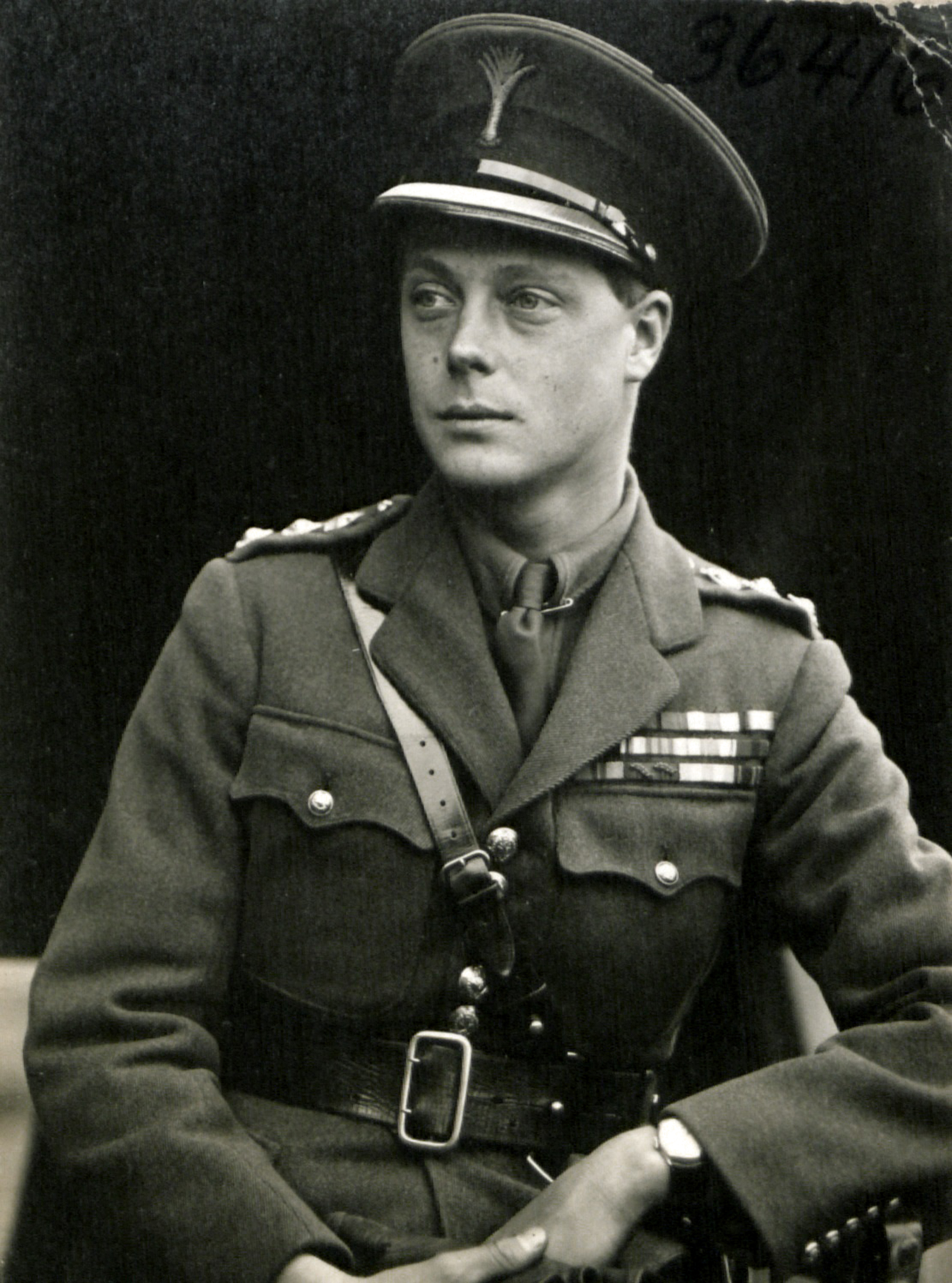
VIII. Eduárd (MCom 1921, DSc 1921), az Egyesült Királyság és a brit domíniumok királya, India császára
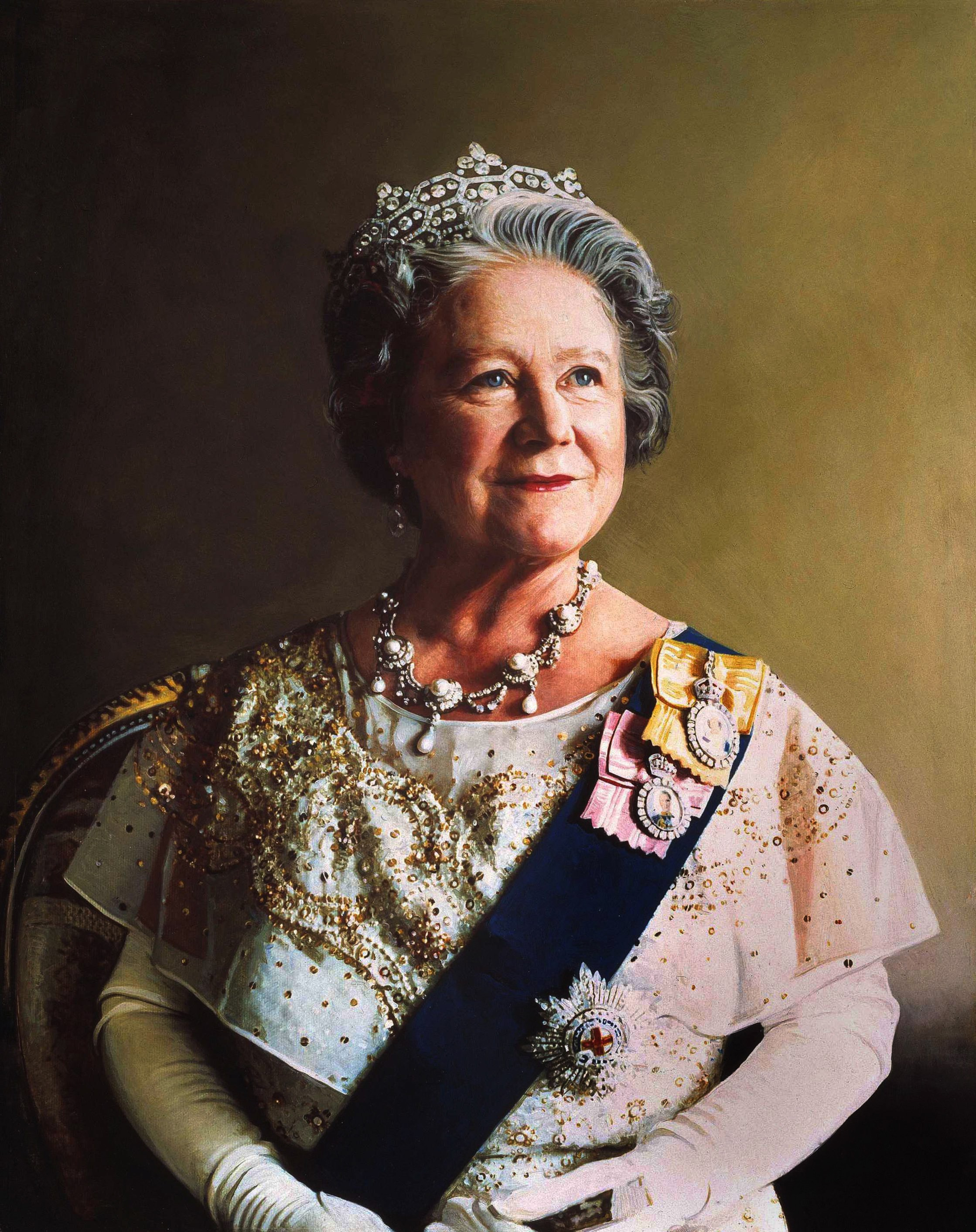
Erzsébet királynő, az anyakirálynő (DLitt 1937), az Egyesült Királyság királynéja
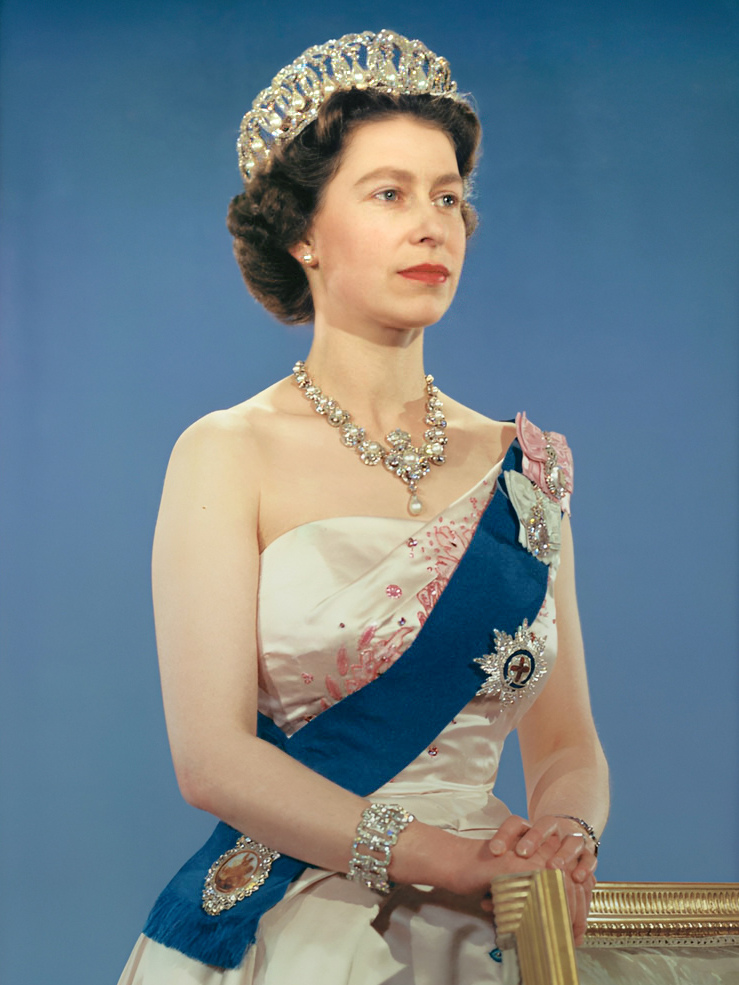
II. Erzsébet királynő (BMus 1946, LLD 1951), az Egyesült Királyság királynője
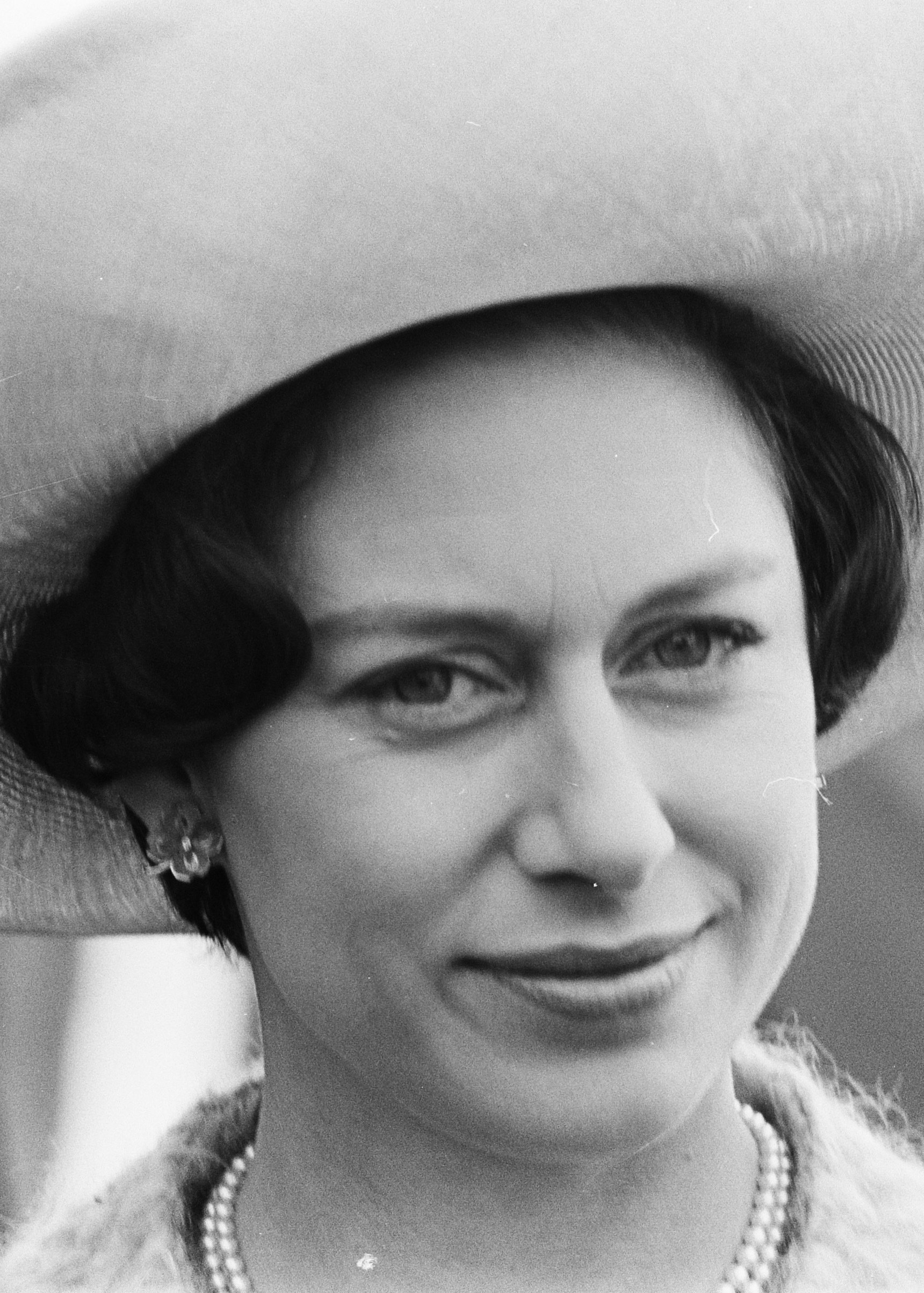
Margit hercegnő (DMus 1957),[16] A brit királyi család tagja
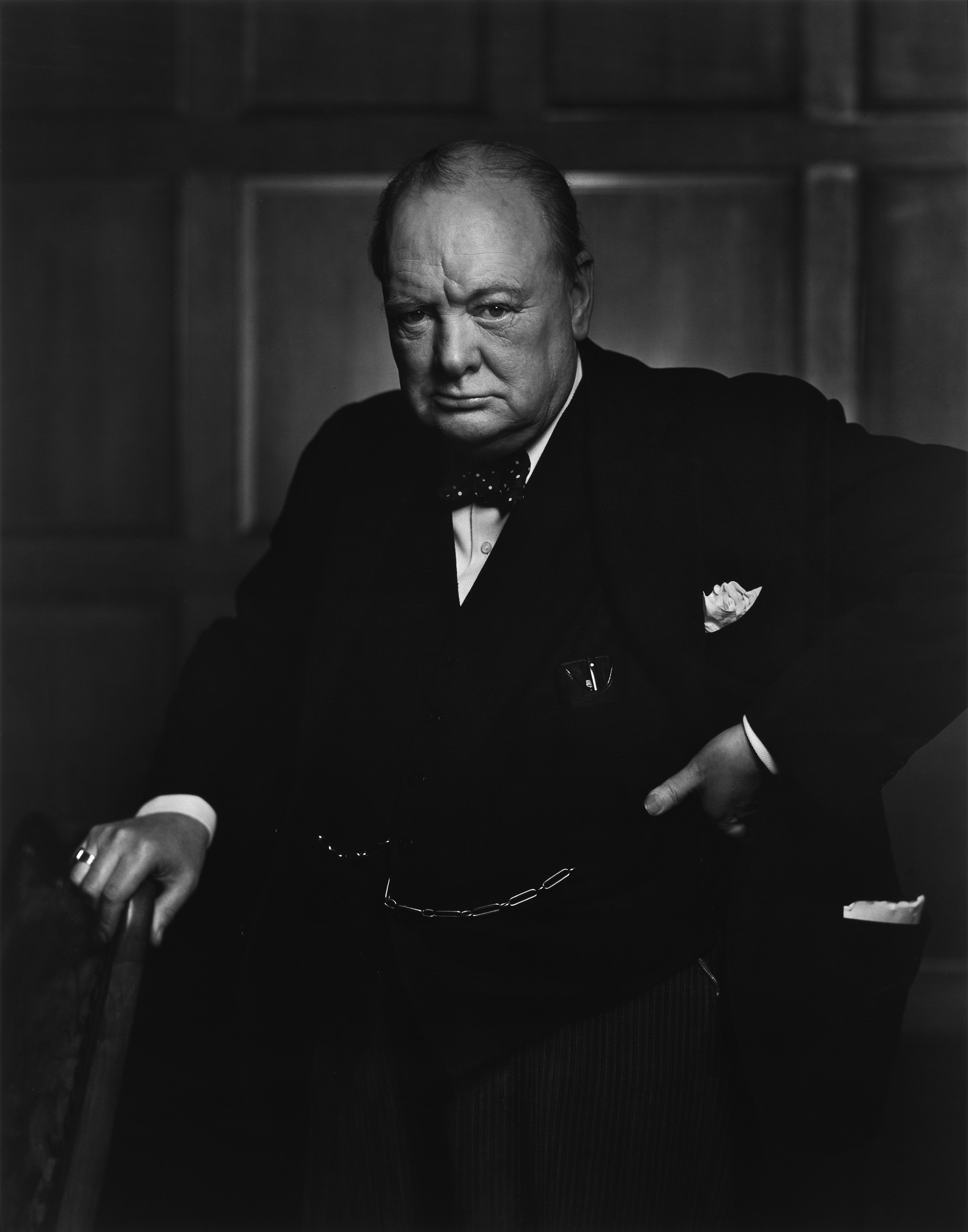
Winston Churchill (LLD, 1948), az Egyesült Királyság miniszterelnöke
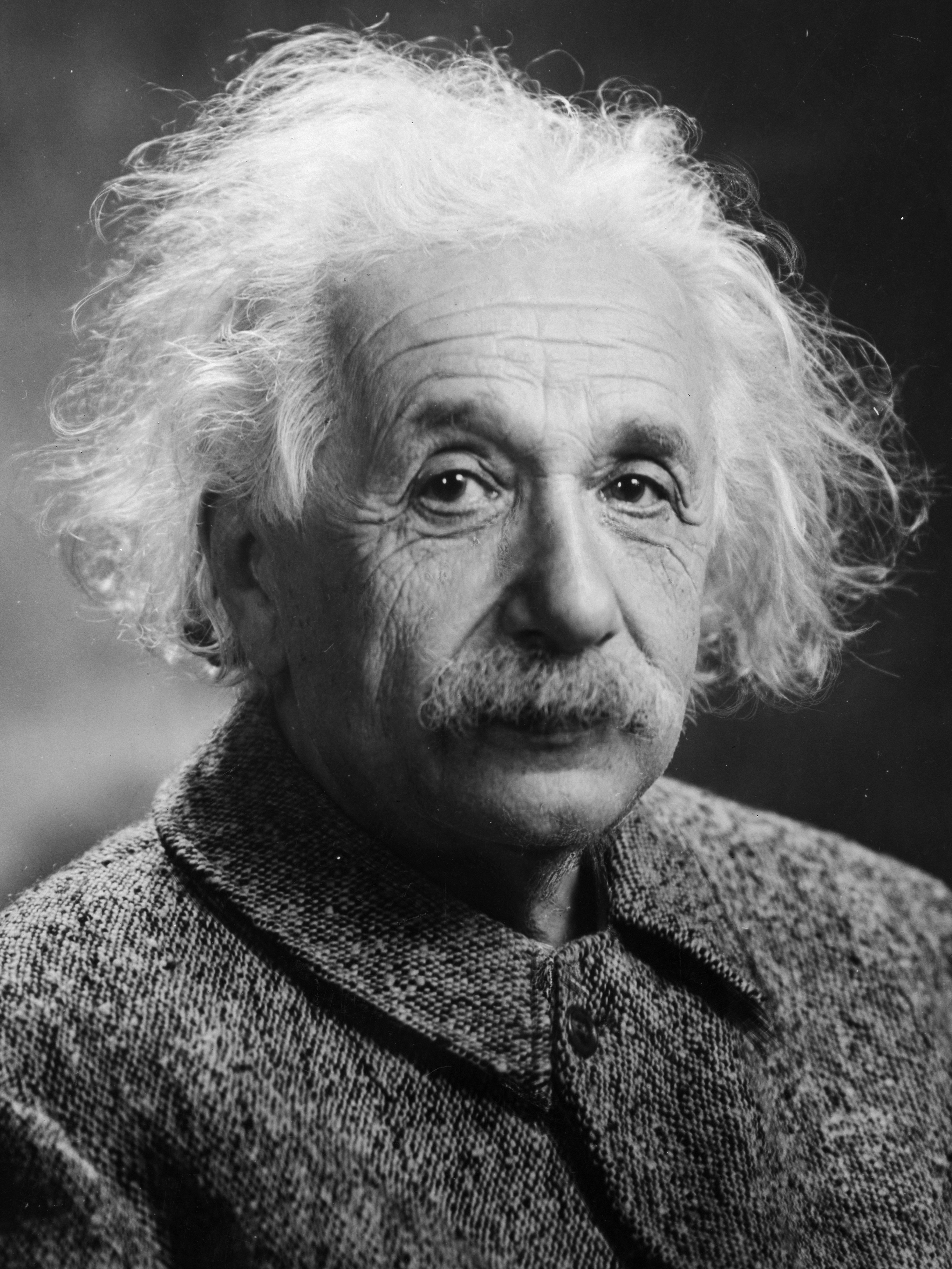
Albert Einstein (1936),   Nobel-díjas elméleti fizikus
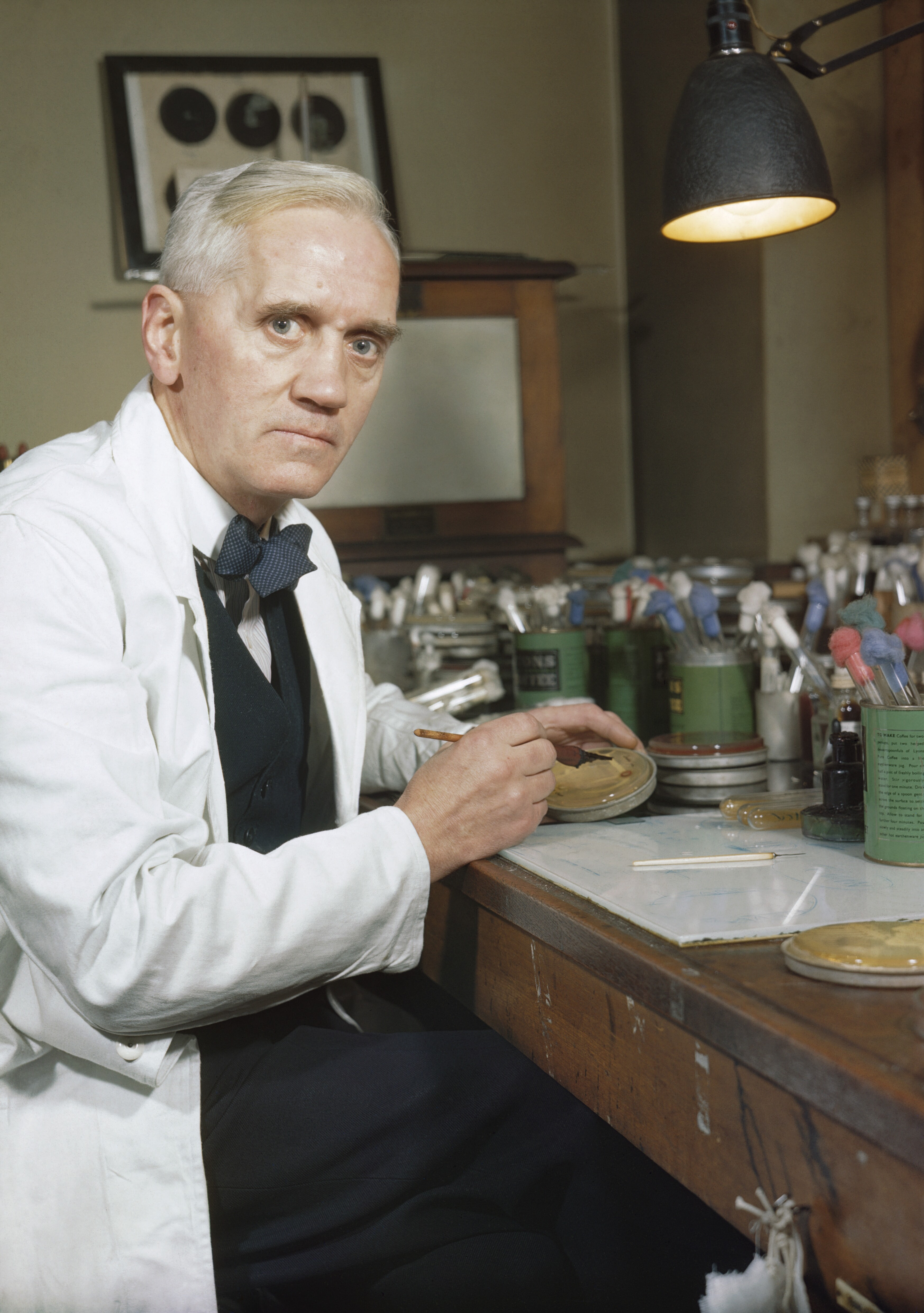
Alexander Fleming (1948), Nobel-díjas bakteriológus és immunológus
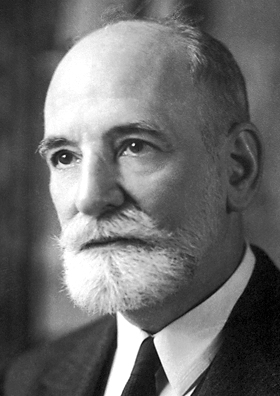
René Cassin (1969),  Nobel-békedíjas francia jogász, politikus
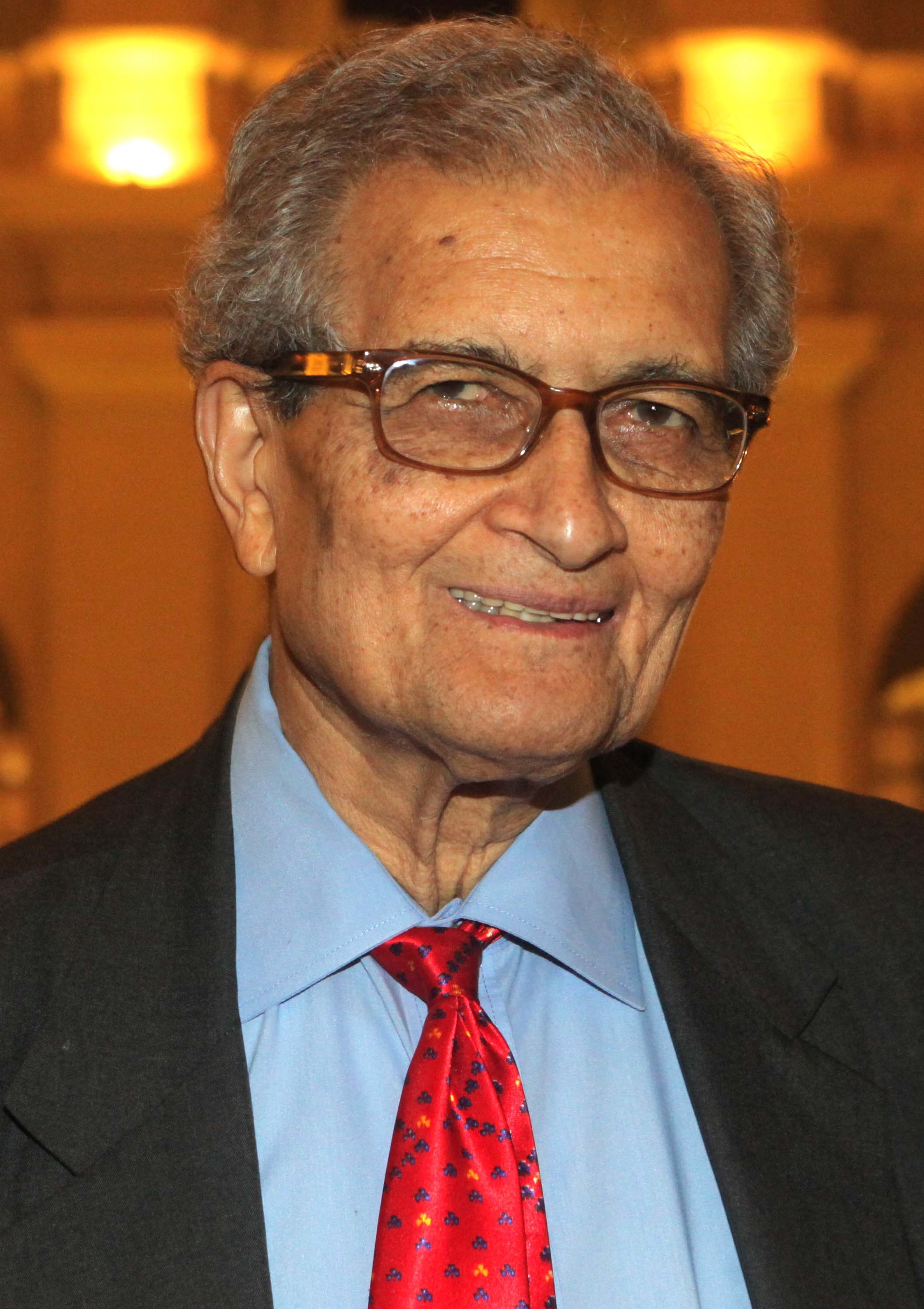
Amartya Sen (DSc Econ 2000),  Nobel-díjas közgazdász
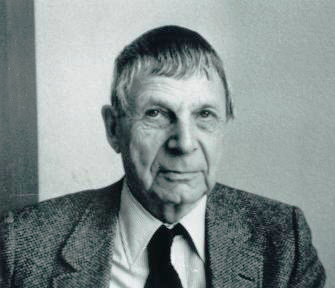
Lars Ahlfors (1978),Fields-érmes finn matematikus.
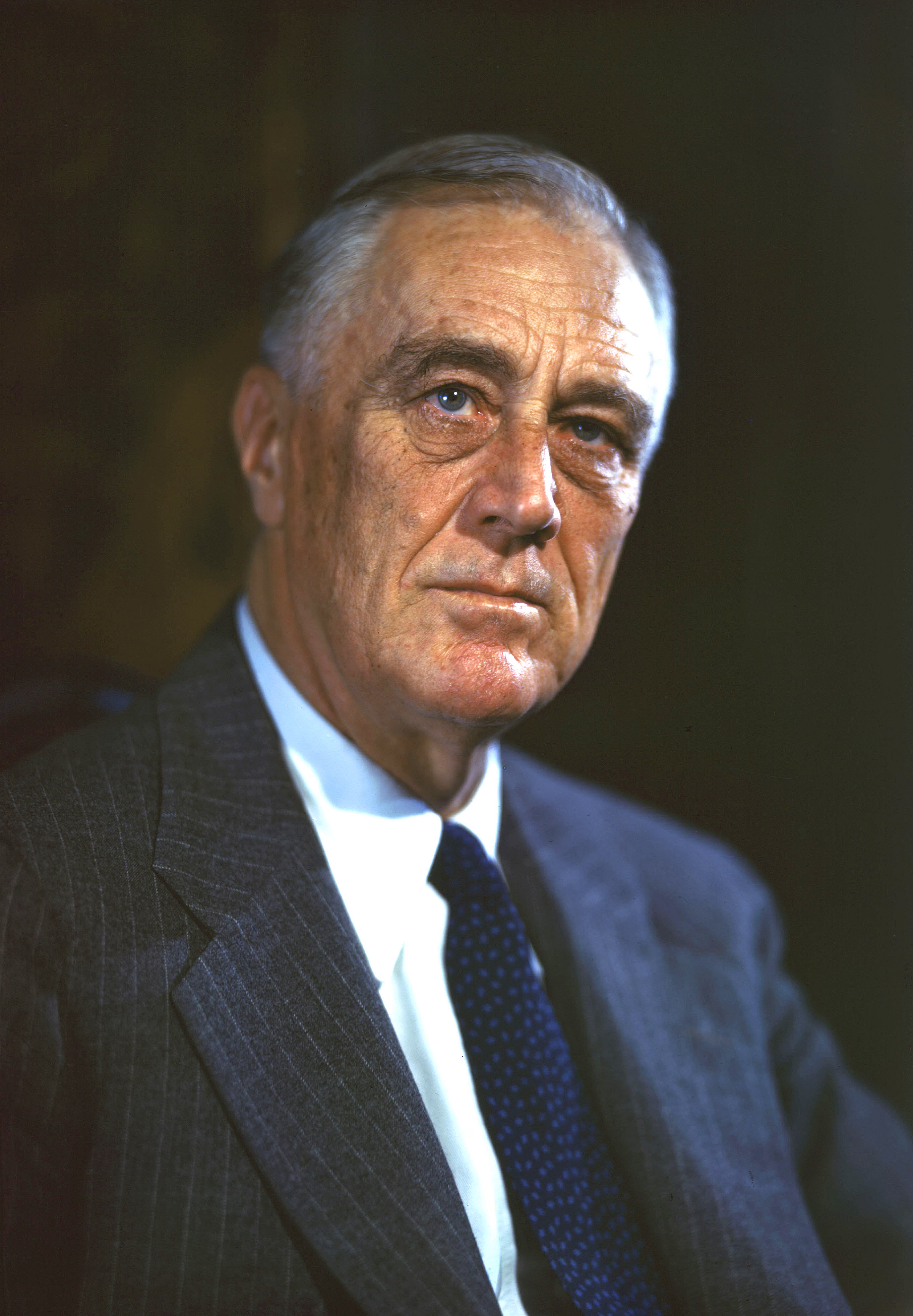
Franklin D. Roosevelt (1941), az Egyesült Államok 32. elnöke
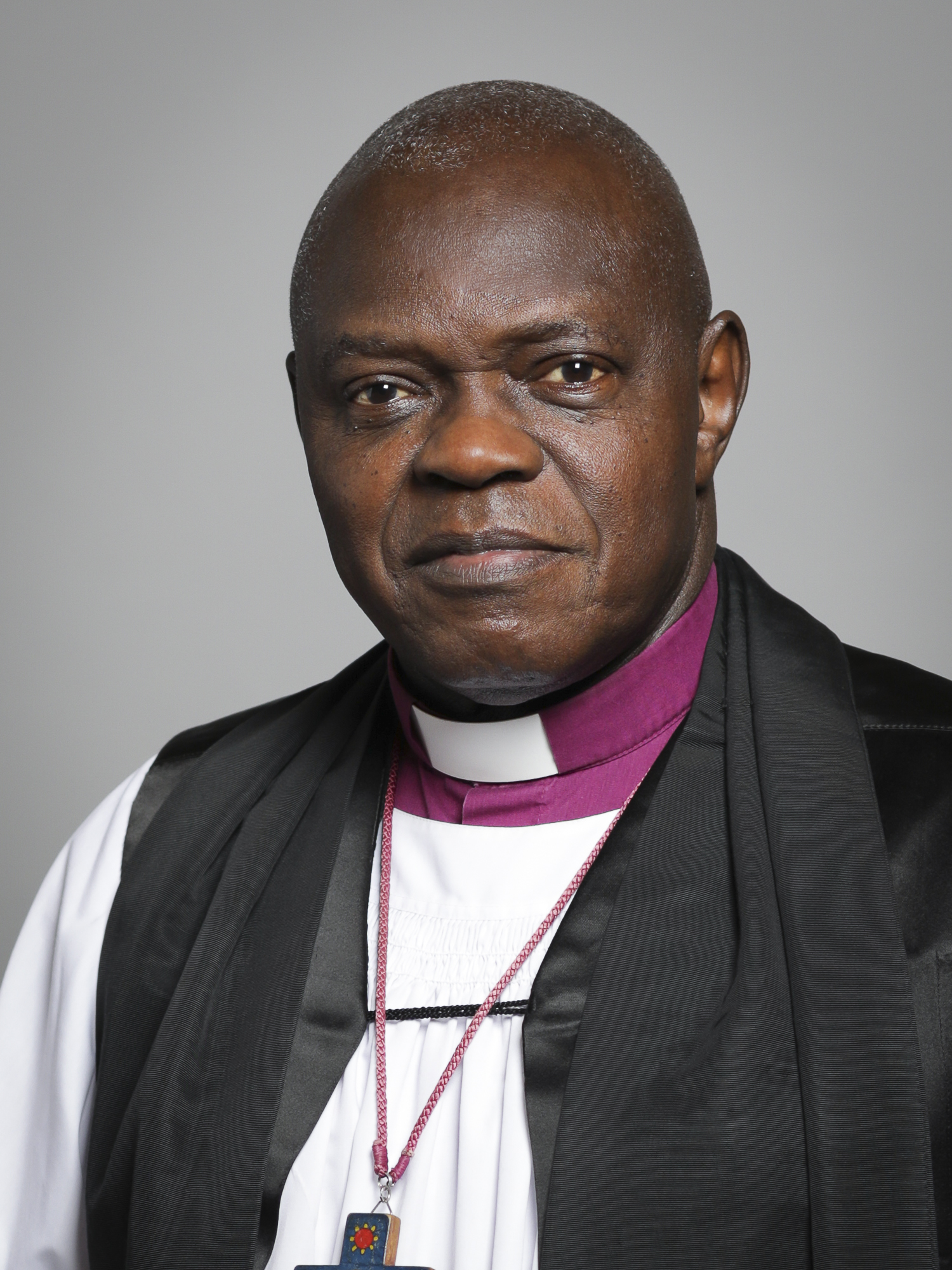
John Sentamu (2010), York érseke és Anglia prímása